# Arseni Tarkovski
Arseni Aleksàndrovitx Tarkovski  (en rus Арсе́ний Алекса́ндрович Тарко́вский) (24 de juny 1907 — 27 de maig 1989) fou un poeta i traductor de llengües orientals soviètic.
Va començar com a reeixit traductor de «literatura dels pobles germans», un anhel de la Unió soviética per apropar els països veïns. Ha traduït entre d'altres poemes de joventud en georgià del dictador Ióssif Stalin (1878-1953). L'obsequi, preparat en secret per l'entorn de Stalin tot i això no li va plaure, l'edició va ser confiscada, però sense conseqüències per Tarkovski.
Va tenir dos fills el director de cinema Andrei Tarkovski i l'escriptora Marina Tarkovskaya. Es va casar tres vegades. Tot i que el Arseni va abandonar la familla quan els fills eren molt joves, Andrei va integrar poemes de son pare en els films El Mirall (1974) i Stalker (1979), el que va contribuir a la seva notorietat fora de la Unió soviètica.
Fou guardonat pòstumament amb el Premi Estatal de la Unió Soviètica(1989). L'any 1993, per iniciativa de l'edictor de Sant Petersburg Vadim Boríssovitx Nazàrov, fou publicada la col·lecció Благословенный свет ('La llum beneïda') amb el prefaci de Iuri Kublanovski i biografia i obra del poeta.

## Obra
- Перед снегом ('Abans de la neu') (1962)
- Земле — земное ('Terrament en la terra') (1966)
- Вестник ('Missatger') (1969)
- Волшебные горы ('Muntanyes màgiques') (1978)
- Зимний день ('Dia d'hivern') (1980)
- Избранное ('Treballs seleccionats'), recull complet de poemes i versos (1982)
- От юности до старости ('De la joventut a la vellesa') (1987)
- Благословенный свет 'La llum beneïda' (1993)